# Lotus 19
La Lotus 19 est une voiture de piste du constructeur britannique Lotus. Elle prend la relève de la Lotus 15 en courses de cylindrées moyennes. Pour les petites cylindrées (1 000 cm3 et moins, il y avait la Lotus 17).
Le châssis tubulaire en acier, immédiatement dérivé de la Lotus 18, une monoplace de Formule 1, mais « élargi » (catégorie « 2 places »), est recouvert d'une carrosserie en aluminium et fibre de verre très aérodynamique. Les suspensions sont indépendantes sur les 4 roues et les freins à disques.
La 19 fut utilisée avec un moteur 4 cylindres Coventry Climax FPF de 2 500 cm3 de 240 ch, identique à celui de la Formule 1 Lotus 18, ou réalésé à 2 700 cm3. Le moteur est disposé à l'arrière et la transmission est la remarquable mais capricieuse Lotus « Queerbox » séquentielle à 5 rapports.
Certaines furent utilisées aux États-Unis avec des V8 locaux.
Bien que méconnue, la Lotus 19 eut un succès certain dans sa catégorie.